# Was ich nicht weiß, macht mich nicht heiß
Was ich nicht weiß, macht mich nicht heiß ist ein deutsches Sprichwort. Es stammt aus einem Gedicht von Johann Wolfgang Goethe.

## Geschichte
Bereits im Mittelalter gab es Redewendungen mit einem ähnlichen Inhalt: Daz ich niht enweiz, daz ist mir ouch kein schade [Was ich nicht weiß, das ist mir auch kein Schade] schrieb der Mönch Berthold etwa im 13. Jahrhundert. Was einer nit weyss, das thůt jm nit wee schrieb Sebastian Franck 1541 in seiner Sprichwortsammlung.
Johann Wolfgang von Goethe formulierte dann: 

„Was ich nicht weiß / Macht mich nicht heiß. / Und was ich weiß / Machte mich heiß, / Wenn ich nicht wüßte, / Wie’s werden müßte.“

## Bedeutung
Die Bedeutung stand immer in Beziehung zum Wert von Wissen. Für einige mittelalterliche Mönche wie Berthold und Merswin war Nichtwissen eine Form von Dummheit und Nichtwissenwollen.
Andererseits bedeutet Nichtwissen immer auch einen ruhigeren Gemütszustand, der besonders bei Ereignissen, auf deren Verlauf ein Mensch keinen Einfluss hat, eine Erleichterung sein kann.
Diese zwei Bedeutungen gelten bis heute.

## Adaptionen
Der humoristische Sänger Otto Reutter verfasste um 1920 ein Lied mit dem Titel Was ich nicht weiß, macht mich nicht heiß:

„(...) Wenn Leute heimlich von mir reden,
da horch' ich nie – was geht's mich an?
Die tadeln hinterm Rücken jeden –
auch meine Fehler nenn'n sie dann. 
Da zieh ich's vor, mich zu entfernen –
ihr kennt die Fehler – schön, so sei's! –
Ich will sie gar nicht kennen lernen –
was ich nicht weiß, macht mich nicht heiß.
 
Ein Postenbriefe kam soeben –
bin nicht gespannt, ich lass sie zu. Dann brauch ich keine Antwort geben
und auch die Post hat ihre Ruh.
Sind wohl auch Rechnung'n bei gewesen –
bleib'n uneröffnet – haufenweis', –
ich bin kein Freund vom vielen Lesen,
was ich nicht weiß, macht mich nicht heiß. (...)

Die Herr’n Gelehrten, die infamen,
verwirr’n uns uns’re Köpfe bloß,
geb’n Blumen selbst latein’sche Namen –
ich lieb’ die Blumen – namenlos.
Genauso mach’ ich’s mit den Damen –
frag nicht, wenn ich sie an mich reiß’,
wohin sie geh’n, woher sie kamen –
was ich nicht weiß, macht mich nicht heiß. (...)

So schau ich mild auf alle Tücken –
drum brauch’ ich, geh’ ich einst zur Ruh',
nur noch ein Auge zuzudrücken,
das and’re drück’ ich hier schon zu.(...)“